# 공정한 입학을 위한 학생들 대 하버드 대학교 사건
공정한 입학을 위한 학생들 대 하버드 대학교 사건은 적극적 우대조치에 관한 미국 연방 대법원의 유명 판례이다. 캘리포니아 주립대 대 바키 사건과 그루터 대 볼린저 사건을 뒤집고, 2023년 6월 29일 미국 연방 대법원은 총 6-2로 특정 인종에 대한 적극적 우대조치는 위헌이라고 판시하였다.
새롭게 임명되었던 커탄지 브라운 잭슨 대법관은 임명 전, 하버드 감독이사회에서 직책을 맡고 있었기 때문에 이해충돌 사유로 심리를 기피하여 6-2로 최종판결이 나게 되었다.